# Walter Dietz (Theologe)
Walter Dietz (* 8. März 1955 in Ansbach) ist ein deutscher evangelischer Theologe (Systematiker) und emeritierter Hochschullehrer.

## Leben
Von 1975 bis 1981 studierte Dietz Theologie und Philosophie in Neuendettelsau, München, Tübingen und Jerusalem. 1981 legte er sein I. Kirchliches Examen, 1984 sein II. Kirchliches Examen ab, jeweils bei der Evangelisch-Lutherischen Kirche in Bayern. Anschließend war er Assistent bei Wolfhart Pannenberg an der Ludwig-Maximilians-Universität München. Nach der Promotion 1991 zum Dr. theol. und der Habilitation 1994 war er seit 1997 Professor für Systematische Theologie und Sozialethik an der Universität Mainz. Am 30. September 2020 wurde er emeritiert.